# Uveitis
Uveitis je upala srednje ovojnice oka uveje, koja se sastoji od šarenice (iris), zrakastog tijela (corpus ciliare) i žilnice (chorioidea). Uveitis je prema procjenama odgovoran za oko 10% sljepoća u SAD-u.

## Klasifikacija
Uveitis prema anatomskoj lokalizaciji dijelimo upale na prednji (uveitis anterior), središnji, stražnji (uveitis posterior) i panuveitis koji zahvaća sve slojeve uveje:
- Prednji uveitisi se nalaze u između dvije trećine i 90% uveitisa. Nazivaju se iritis ako zahvaćaju šarenicu ili ciklitis ako upala zahvaća zrakasto tijelo. Ipak najčešće dolazi do iridociklitisa tj. upale oba (šarenice i zrakastog tijela), anatomski vrlo bliska dijela dijela oka.

Ovo stanje se može pojaviti kao jedna epizoda koja se odgovarajućim liječenjem povlači, no može biti i rekurirajuće ili kronične prirode. Simptomi uključuju crvenilo oka, upaljenu spojnicu, bol i slabljenje vida. Znakovi uključuju proširene cilijarne žile, prisustvo stanica i zamućenja u prednjoj sobici, te taloga na stražnjoj površini rožnice.
- Intermedijarni uveitis (pars planitis) – odnosi se na vitritis (pojava upalnih stanica u staklastom tijelu) ili na upalu koja zahvaća cilijarni kolut (pars plana).

- Stražnji uveitis je upala žilnice, ali u većini slučajeva i mrežnice. Chorioiditis ako je samo žilnica upaljena ili chorioretinitis ako je i mrežnica oka zahvaćena.

- Panuveitis je upala svih dijelova uveje.

Uveitis prema kliničkom toku može biti akutan, subakutan ili kroničan, a prema patohistološkom nalazu negranulomatozan ili granulomatozan.

## Znakovi i simptomi
- Crvenilo oka
- Zamućenje vida
- Osjetljivost na svjetlo
- Tamne putujuće mrlje uzduž vidnog polja
- Bol

## Stanja povezana s uveitisom i uveitički sindromi
Brojna stanja mogu biti povezana s uveitisom, uključujući sistemske bolesti kao i sindrome povezane s okom. Približno pola slučajeva prednjeg uveitisa javlja se u stanjima i sindromima s kojima se ne može povezati. Međutim, uveitis je često dio sindroma povezanog s HLA-B27. Relativan rizik od razvoja ove bolesti prisustvom ovog tipa HLA alela iznosi približno 15%.

### Sistemske bolesti povezane s uveitisom
Uzrok uveitisa mogu biti mnoge sistemske bolesti kao i sindromi povezani s okom.
Neki od uzroka su:
- Ankilozni spondilitis
- Behçetova bolest
- Birdshot retinokoroidopatija
- Juvenilni reumatoidni artritis
- Kawasaki bolest
- Multipla skleroza
- Psorijatični artritis
- Reiterov sindrom
- Sarkoidoza
- Sustavni eritemski lupus
- Upalna bolest crijeva
- Vogt-Koyanagi-Harada sindrom
- Whippleova bolest

### Infektivni uzročnici
Uveitis može (normalno) biti imunološki odgovor na infekciju unutar oka. Kod manjeg dijela pacijenata s uveitisom moguće su ove infekcije:
- Borelioza (Lymeova bolest)
- Bruceloza
- Herpes simplex
- Herpes zoster
- Leptospiroza
- Pretpostavljeni sindrom okularne histoplazmoze
- Sifilis
- Toksokarioza
- Tuberkuloza
- Toksokarioza
- Toksoplazmoza

### Uveitički sindromi
U mnogo slučajeva uveitis nije povezan sa sistemskim stanjima: upala je ograničen na oko. U nekim od ovih slučajeva prezentacija oka je karakteristična za opisane sindrome i uključuje sljedeće dijagnoze:
- Akutna stražnja multicentrična plakoid pigmentna epiteliopatija
- Birdshot retinokoroidopatija
- Fuchsov heterohromni iridociklitis
- Multicentrični koroiditis i sindrom panuveitisa
- Sindrom multiplih prolaznih bijelih točkica
- Punktalna unutarnja koroidoptija
- Serpiginozni koroiditis

### Maskirani sindromi
Maskirani sindromi su oftalmološki poremećaji koji se klinički manifestiraju ili kao prednji ili kao stražnji uveitis ali nisu primarno upalni. Najčešći su sljedeći:
- Prednji segment
  - Intraokularno strano tijelo
  - Juvenilni ksantogranulom
  - Leukemija
  - Maligni melanom
  - Odvajanje mrežnice
  - Retinoblastom

- Stražnji segment
  - Limfom
  - Maligni melanom
  - Multipla skleroza
  - Sarkom retikularnih stanica
  - Retinitis pigmentosa
  - Retinoblastom

## Liječenje
Prognoza je dobra kada se brzo postavi dijagnoza i započne liječenje, ali kod neliječenih može dovesti do ozbiljnih komplikacija kao što su katarakta, glaukom, edem retine ili trajni gubitak vida. Obično se liječi glukokortikosteroidima u obliku kapi za oči (npr. prednizolon acetat) ili peroralno tabletama prednizolona. Prije davanja kortikosteroida potrebno je isključiti ulkus rožnice pomoću bojenja fluoresceinom. U liječenju se još koriste midrijatici atropin li homatropin koji kod iridociklitisa smanjuju bolnost i eksudaciju iz šarenice.
Antimetaboliti, kao što je metotreksat, često se koriste kod teških slučajeva uveitisa. Eksperimentalno liječenje infuzijama infliximaba također se pokazalo korisnim. 
|  | Molimo pročitajte upozorenje o korištenju medicinskih informacija. Ne provodite liječenje bez savjetovanja s liječnikom! |